# Jardín Botánico Francisco Javier Clavijero
El Jardín Botánico Francisco Javier Clavijero es un arboreto y jardín botánico de 38 hectáreas totales de las que 30 son de bosque preservado en una antigua plantación de café y 8 de exposiciones botánicas propiamente dichas. 
Se encuentra cerca de Xalapa capital del estado de Veracruz, México. 
Está administrado por el Gobierno del Estado, el municipio y el Instituto de Ecología.
Presenta trabajos para la Agenda Internacional para la Conservación en los Jardines Botánicos.
El código de identificación del Jardín Botánico Francisco Javier Clavijero como miembro del "Botanic Gardens Conservation International" (BGCI), así como las siglas de su herbario es XAL.

## Localización
El jardín botánico se encuentra en zona de bosque mesófilo de montaña o bosque de niebla, ecosistema que protege como uno de sus objetivos de creación. Anexo está el Santuario del Bosque de Niebla con una extensión de 30 hectáreas. Tanto el Jardín como el Santuario se encuentran a una altitud media de 1400 m s. n. m.
Se sitúa en la vertiente húmeda del Cofre de Perote, al sur de la ciudad de Xalapa, Veracruz, en el kilómetro 2.5 de la antigua carretera a Coatepec.
Jardín Botánico Francisco Javier Clavijero, km 2.5 de la antigua carretera a Coatepec, ciudad de Xalapa, estado de Veracruz 72590 México.
Planos y vistas satelitales.19°29′0″N 97°9′0″O / 19.48333, -97.15000
Está abierto todos los días de la semana.

## Historia
El Jardín Botánico Francisco Javier Clavijero se fundó el 17 de febrero de 1977  y desde entonces se ha dedicado al estudio, protección y difusión de las plantas que habitan la región de Xalapa y sus alrededores.
Se nombra para honrar al sacerdote jesuita Francisco Javier Clavijero, autor de la Historia antigua de México. 
Desde 1989 el Jardín Botánico Francisco Javier Clavijero forma parte del Instituto de Ecología, A.C. (INECOL).

## Colecciones
El Jardín Botánico Francisco Javier Clavijero cuenta con múltiples colecciones científicas públicas, distribuidas en ocho hectáreas. Exhibe unos 6.000 ejemplares pertenecientes a 700 especies de plantas.

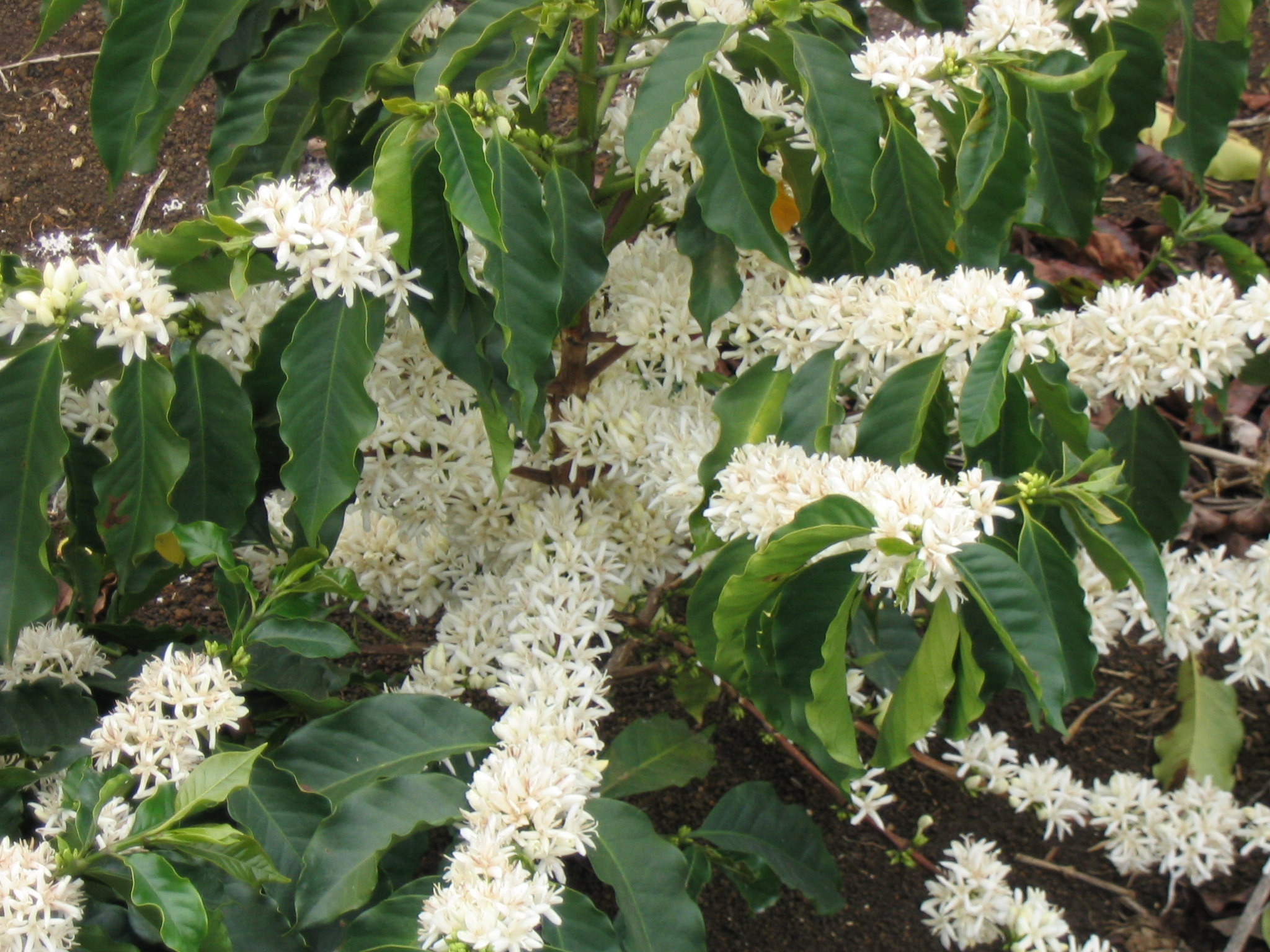
Plantas de Coffea arabica en floración.

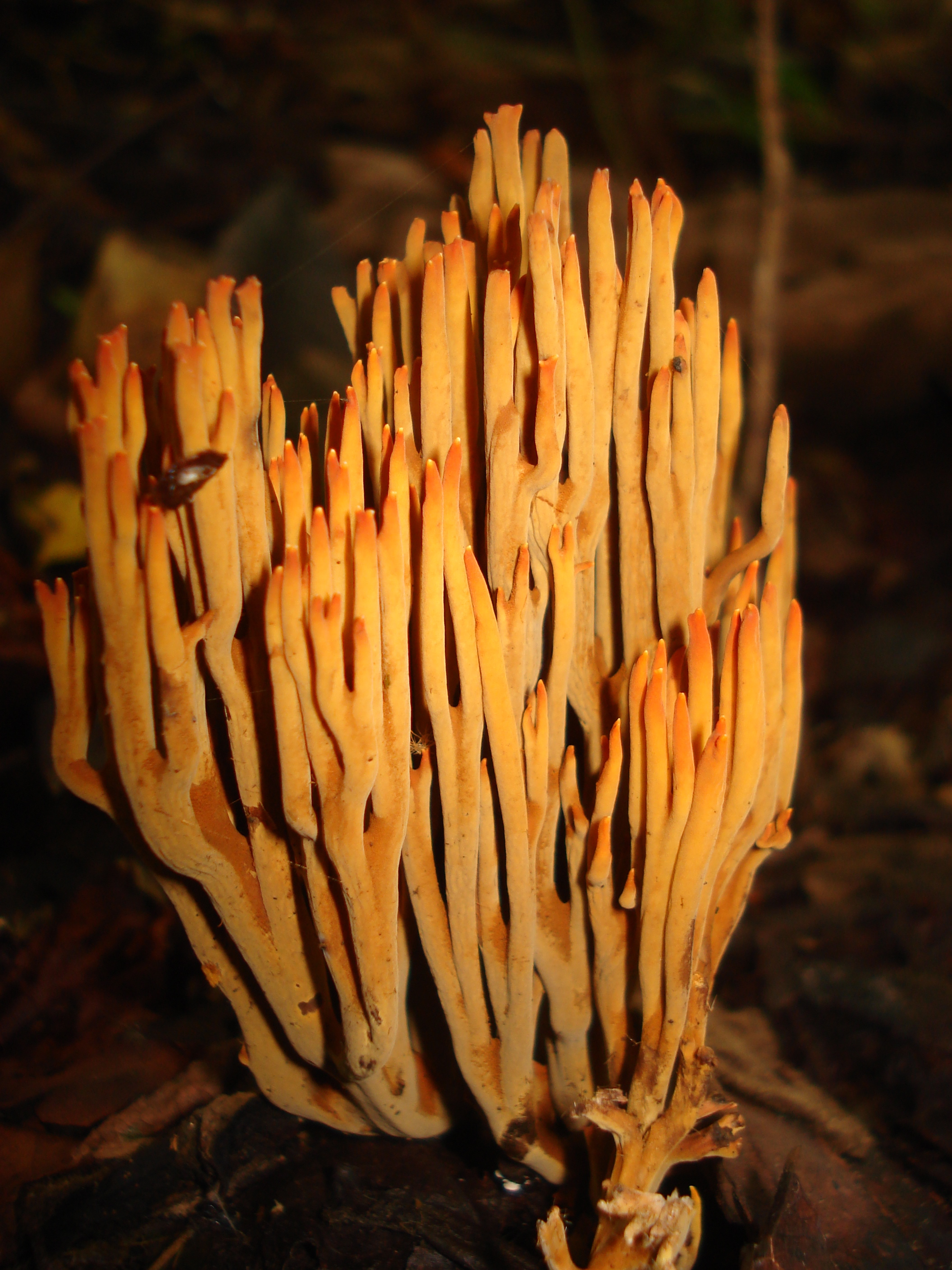
El hongo Ramaria cokeri en el jardín botánico.

- Colección Nacional de Cícadas. Se muestran todas las cícadas de México. El Jardín es depositario de la colección nacional de cícadas; reúne a un grupo de plantas consideradas por los especialistas como “fósiles vivientes”, en virtud de que existen desde épocas muy remotas (100-160 millones de años). Son las plantas vivientes con semilla más primitivas que se conocen y a menudo son confundidas con las palmas, pero pertenecen a otro grupo botánico (Cycadales) cuya reproducción se realiza por medio de semillas contenidas en conos, parecidos a los de los pinos, y han cambiado muy poco a través del tiempo. Todas las especies de cícadas mexicanas conocidas hasta la actualidad están presentes en esta colección, entre las que destacan Ceratozamia euryphyllidia, Ceratozamia mexicana, Dioon edule, Dioon caputoi, Dioon spinulosum, Zamia soconuscensis y Zamia purpurea. Las cícadas son plantas que están amenazadas o en peligro de extinción.[5]
- Colección Nacional de Bambúes Nativos de México. Después de dos años y medio de exploración y colecta, se ha logrado representar a seis de los ocho géneros conocidos para México. Esta colección tiene el propósito de presentar a los visitantes del Jardín Botánico las especies de bambúes mexicanos para su apreciación y aprendizaje. Se presentan seis de los ocho géneros conocidos para México: Rhipidocladum, Chusquea, Otatea, Aulonemia, Guadua y Olmeca. Faltan por colectar Merostachys y Arthrostylidium. La Colección Nacional de Bambúes Nativos de México además es fuente de información útil para los estudios de anatomía vegetal, técnicas de propagación, propiedades mecánicas de los tallos para su uso en la construcción, horticultura, etnobotánica, y también son un recurso para conocer algunas plagas y enfermedades que los afectan.[5]

- Jardín propiamente dicho, con plantas nativas y foráneas, de las mexicanas son de destacar las dalias (Dahlia spp.), la la flor de Pascua o nochebuena (Euphorbia pulcherrima), cosmos (Cosmos sulphureus), cempasúchil o flor de muerto (Tagetes erecta), maravilla (Mirabilis jalapa), siete negritos u orozus (Lantana spp.).
- Estanque, con plantas acuáticas y subacuáticas como elodea (Egeria densa), lobelia (Lobelia cardinalis) y el lirio de laguna (Pontederia sagittata)
- Palmetum, con palmas de diferentes partes del mundo y de México, de éstas se destacan las chocho (Astrocaryum mexicanum) y las de barril (Gaussia gomez-pompae).
- Arboretum, aquí se agrupan árboles y arbustos de la región, siendo de destacar Erythrina americana, Spathodea campanulata y Phytolacca dioica.
- Pinetum, fundamentalmente con araucarias (Araucaria spp.) y oyameles (Abies spp.) y varios representantes del género Pinus de todo el país.
- Plantas útiles, además de la planta del café (Coffea arabica), la zarzaparrilla (Smilax aristolochiaefolia), el epazote (Teloxys ambrosioides, condimento popular de la cocina mexicana) y otros numerosos condimentos y plantas de la medicina popular mexicana.
- Bosque preservado, ubicado en una antigua plantación de café, donde había árboles de gran porte que se utilizaban para dar sombra a los cafetos, se trata de un bosque mesófilo de montaña, en el que predominan coníferas, aunque en él se mezclan plantas del norte y del sur del continente americano, siendo uno de los ecosistemas más ricos y diversos de México.